# Caupona
Der Begriff caupona (Latein: caupona, auch copona, -ae, fem.) gilt meist als Oberbegriff für eine Vielzahl von Arten antiker römischer Gaststätten und wurden auch für Herbergen verwendet. Im Einzelfall war damit eine Weinschenke gemeint, in der man einen einfachen Imbiss zu sich zu nehmen konnte. In Weinanbaugebieten könnte die caupona auch als Gutsausschank bezeichnet werden. Dass manche Wirte ihre selbstangebauten Weine verkauften, ist zumindest durch ein Lokal in Pompeji bezeugt. Der Schriftsteller Varro (res rustica) empfiehlt den Gutsbesitzern, an vorbeiführenden Straßen Stände oder Gaststätten zu errichten. Dort sollten im Nebenerwerb die landwirtschaftlichen Überschüsse verkauft und Reisende verköstigt werden.
Gaststätten, Kneipen und Garküchen spielten eine bedeutende Rolle für die Versorgung der städtischen Bevölkerung. Denn neben Getränken konnte man dort eine warme Mahlzeit erwerben. Vor allem für die Unterschichten dürfte dies wichtig gewesen sein. Die damaligen Wohnungen ließen ein Kochen in den eigenen vier Wänden nicht unbedingt ratsam erscheinen; schon wegen der Brandgefahr und der beengten Wohnverhältnisse.
Es sind noch verschiedene andere antike Begriffe für Gaststätten überliefert worden, unter anderem popina, thermopolium und taberna. Teilweise wurden sie synonym verwendet.

## Die Räumlichkeiten

Caupona Alexander Helix in Ostia
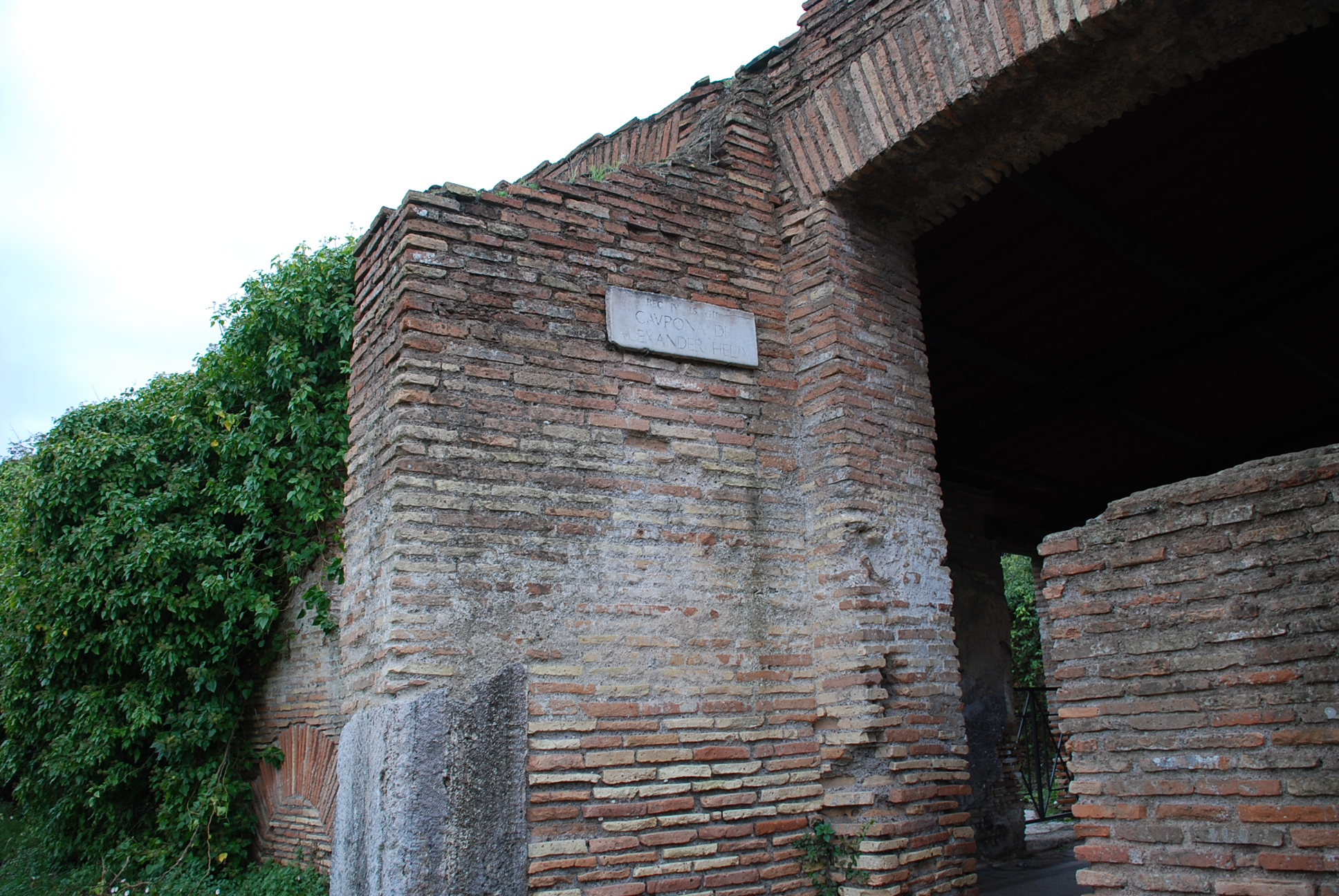
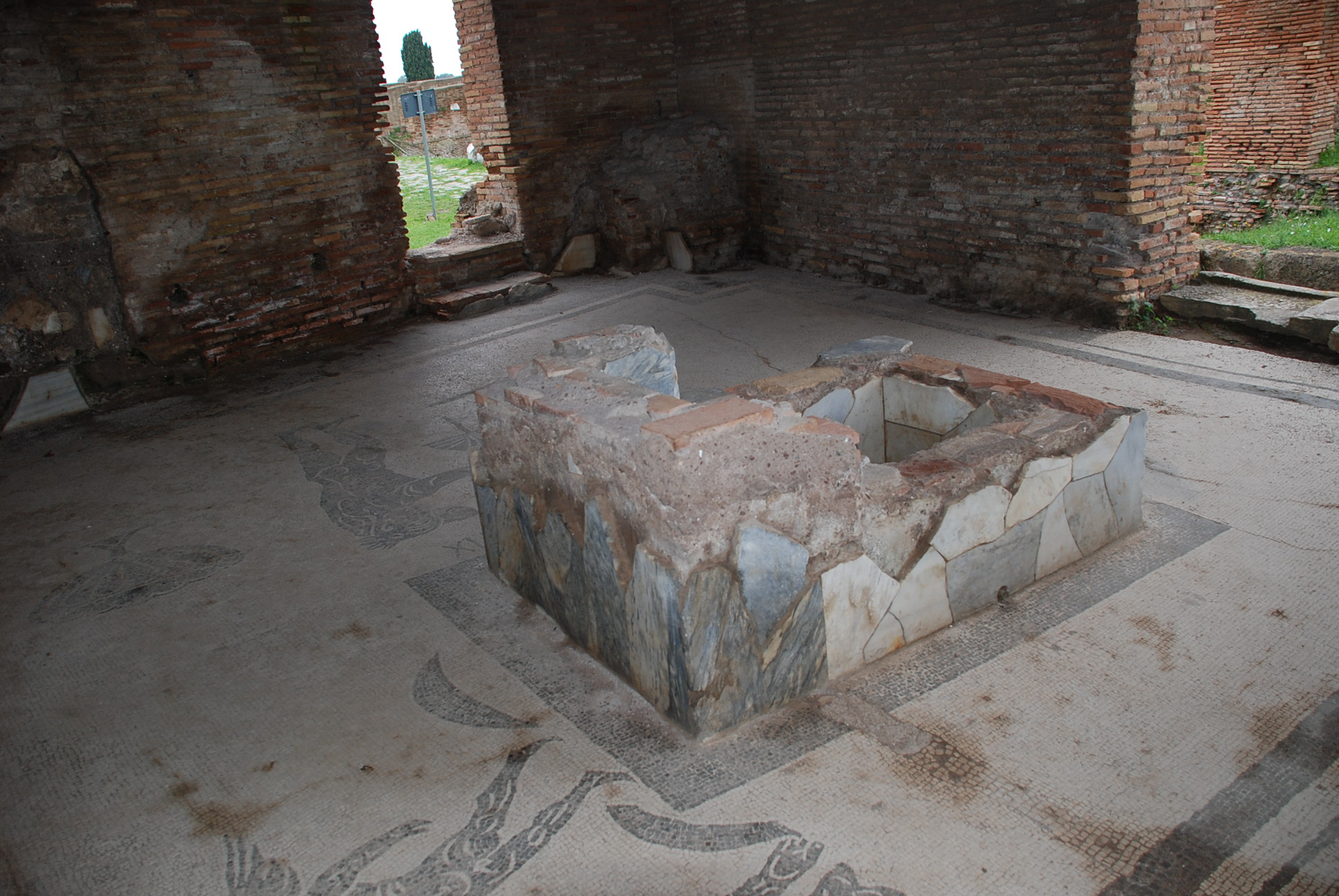
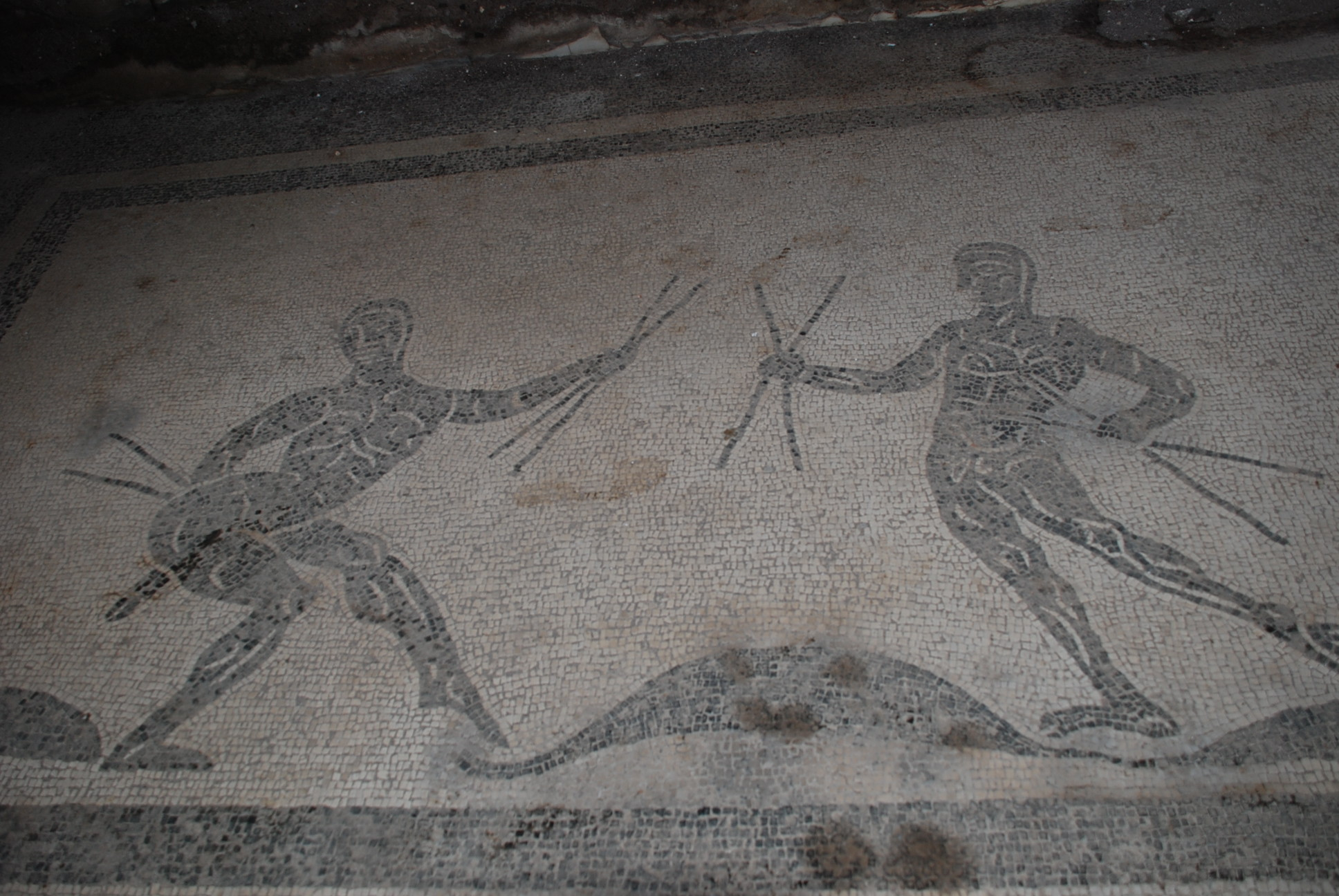
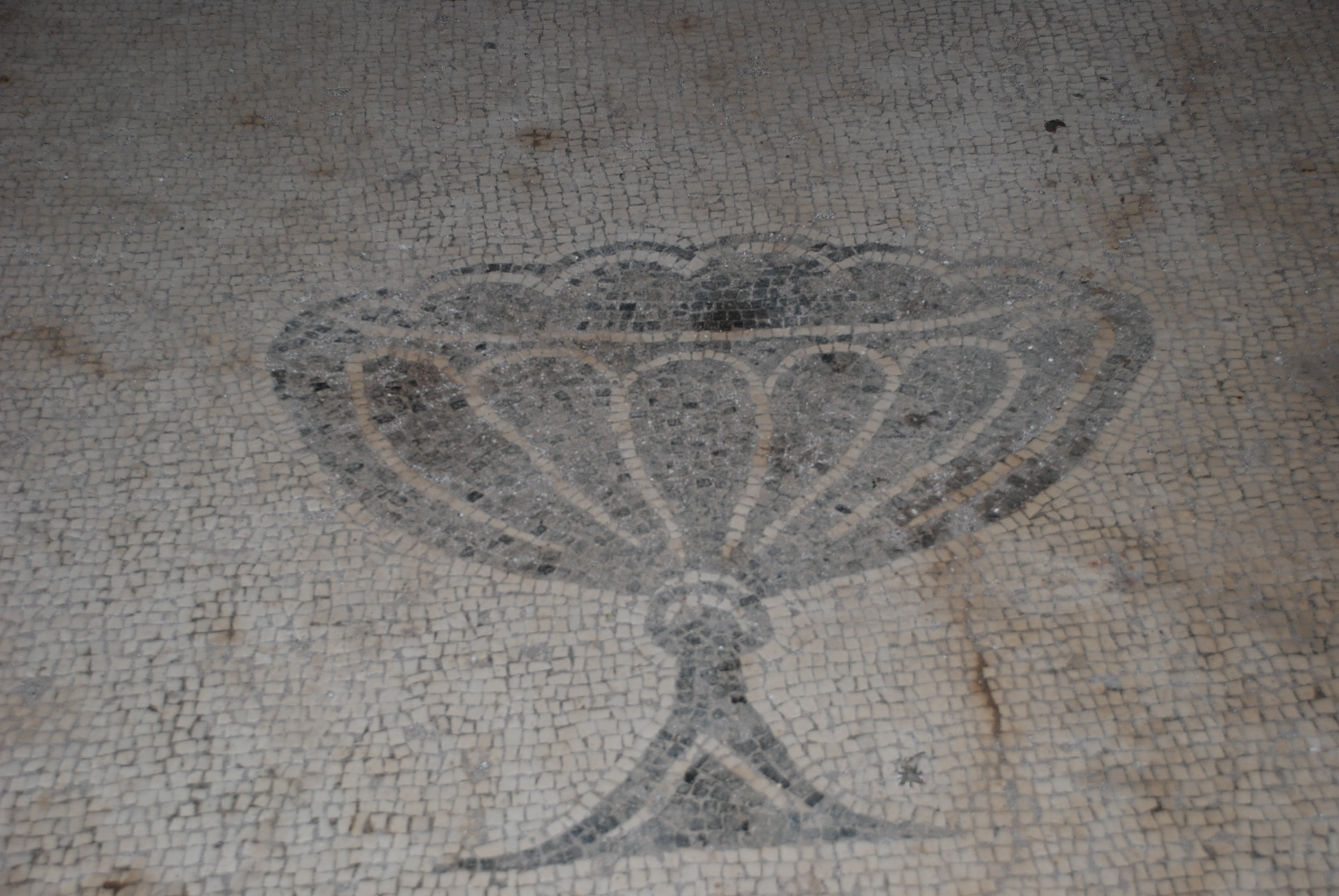

Die architektonische Gestaltung lässt eine Trennung der einzelnen Lokalarten nicht zu. In der Regel handelt es sich um ein langrechteckiges Geschäft, dessen Schmalseite zur Straße hin offen war. Darin befand sich eine L-förmige Theke, in der gelegentlich Vorratsgefäße für Speisen und Getränke eingelassen waren. Regale und eine Herdstelle runden das Bild ab. Der archäologische Nachweis solcher Bauten gelingt in den römischen Provinzen selten.
Weitere Räume können sich daran anschließen, zum Beispiel separate Speiseräume (die sellariolae popinae des Martial). Einige Räume haben gemauerte Klinen und dienten als triclinia (Speisezimmer). Ein Befund aus Pompeji ließ auch den Nachweis einer Gartenwirtschaft (in diesem Fall eher ein Gartenrestaurant) zu. In einigen Kneipen dienten die Nebenzimmer als Bordell. Ein unter Domitian (81–96 n. Chr.) erlassenes Gesetz zeigt, dass auch die Straße vor einer Gaststätte mit einbezogen wurde und als erweiterter Schankraum diente.
Ein besonders gutes Beispiel einer Gaststätte wurde in Ostia gefunden. Am Eingang befand sich ein breiter Tresen und Wandregale, auf denen Gläser und Geschirr standen sowie Speisen zum Verkauf angeboten wurden. Unter dem Tresen waren 2 Abwaschbecken. Tresen und Regale waren mit Marmor verkleidet. Etwas weiter hinten im Laden stand ein marmornes Buffet. Darüber hing ein großes Gemälde, auf dem ein Teil der angebotenen Lebensmittel abgebildet war.

## Das Angebot

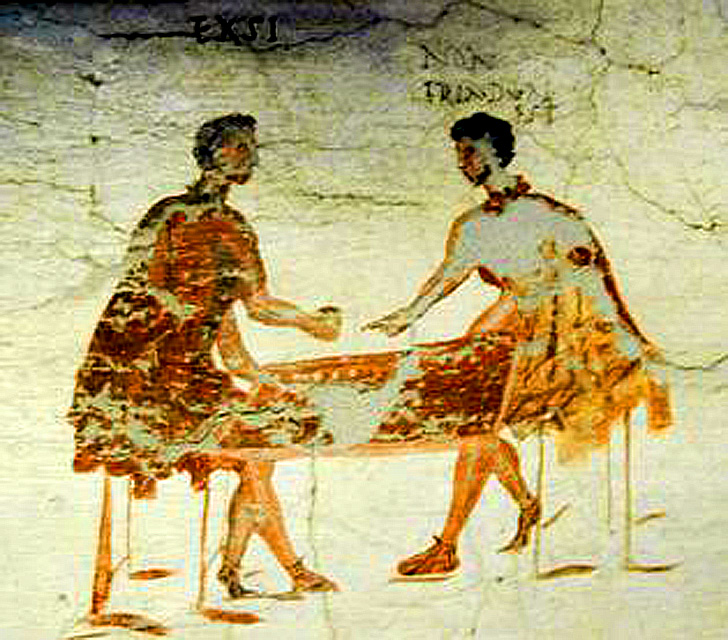
Besucher bei einem Würfelspiel

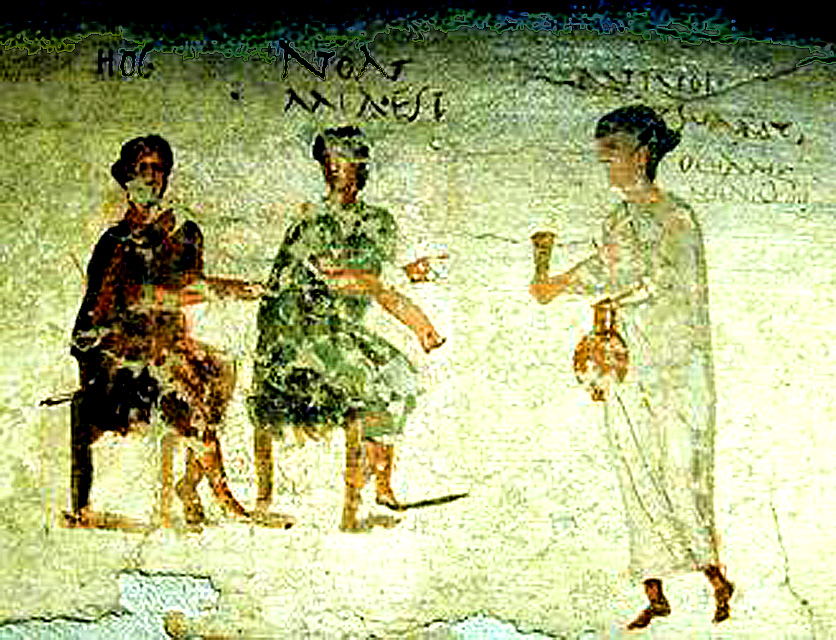
Kellnerin bringt den Kunden Getränke

Was im Einzelnen verkauft wurde, lässt sich nicht sicher rekonstruieren; in Regionen mit Weinanbau zumindest die dortigen Früchte und Getränke, eventuell noch importierte Weine und die in römischer Zeit beliebten Gewürzweine. In den nördlichen Provinzen kamen sicherlich noch Bier (cervesia) und Met (hydromellum) hinzu. Beheizbare, fest eingebaute Kessel in einigen Gaststätten lassen den Eindruck entstehen, dass schon in römischer Zeit der Glühwein zumindest jahreszeitlich sehr beliebt war. Genauso gut ließen sie sich aber auch als Koch- oder Vorratstöpfe für Suppen, Eintöpfe oder Würste verwenden.
Das Angebot an Speisen dürfte eher bescheiden gewesen sein: Eintöpfe aus Getreide oder Hülsenfrüchten und einfache Fleischgerichte: geräucherte oder luftgetrocknete Würste scheinen als besonders haltbares Gericht verkauft worden zu sein, vermutlich auch die gallischen Schinken aus der Provinz Gallia Belgica. Einfache kalte Speisen (zum Beispiel moretum und epityrum), Backwaren und Gebäck rundeten das Angebot ab.
Römische Gaststätten mit einer gehobeneren Küche wird es hier in den städtischen Siedlungen auch gegeben haben. Ihr Nachweis ist allerdings archäologisch kaum zu erbringen. Am wahrscheinlichsten noch über die Analyse der gefundenen Tierknochen und der botanischen Reste.
Unter den Kaisern Tiberius (14–37 n. Chr.), Claudius (41–54 n. Chr.), Nero (54–68 n. Chr.) und Vespasian (69–79 n. Chr.) wurde mehrfach und vergeblich versucht, den Speiseverkauf der Gaststätten auf einfachste Lebensmittel zu beschränken. Die Zahl der Erlasse ist allerdings auch ein Zeichen dafür, dass sich kaum ein Wirt darum kümmerte und sie nicht auf Dauer durchsetzbar waren.
Unter Tiberius mussten die Ädilen (jährlich gewählte Beamte, die unter anderem für die öffentliche Ordnung und die Märkte zuständig waren) darauf achten, dass in den Garküchen und Schankwirtschaften kein feines Backwerk öffentlich zum Verkauf ausgestellt wurde. Selbst der Verkauf gekochter Speisen muss teilweise unter Strafe gestanden haben.
Römische Senatoren während der Herrschaft des Claudius versuchten erneut, den römischen Gaststätten und Metzgern Verkaufsbeschränkungen aufzuerlegen: Getreideprodukte, Hülsenfrüchte und Gemüse seien für den einfachen Mann ausreichend. Als Antwort soll Claudius in der Kurie ausgerufen haben: „Ich bitte Euch, wer kann ohne sein Stück Wurst leben?“. Anschließend beschrieb er die gute Ausstattung der alten Tabernen, die er noch aus seiner Zeit als Privatmann kannte. Das letzte Zitat belegt sehr gut die Bedeutung, die die Garküchen für die Ernährung der städtischen Bevölkerung hatten. Das neronische Gesetz, nach dem Brand Roms erlassen, verbot den Verkauf aller gekochten Speisen, nur Gemüse und Hülsenfrüchte waren davon ausgenommen. Das vespasianische Gesetz hatte eine ähnliche Intention.

## Das soziale Ansehen
Das Publikum der römischen Gaststätten war das einfache Volk, Besuche der Oberschicht in öffentlichen Lokalen erregten Anstoß unter ihren Standesgenossen. Die Begriffe popino und ganeo (eine weitere Bezeichnung für einen Wirt) galten als Beschimpfung für die betreffenden Personen. Kein Wunder, da die Wirte immer als unehrlich angesehen wurden. Zumeist warf man ihnen vor, zu viel Wasser in den Wein zu gießen (dieser wurde immer verdünnt getrunken). Gastwirte und Köche galten in republikanischer Zeit als nicht wehrfähig, da sie in einem verweichlichenden Gewerbe tätig waren. Damit waren sie auch von fast allen wichtigen Bürgerrechten ausgeschlossen. Auch viele Sklaven oder Freigelassene waren als Wirte tätig. Das weibliche Personal war noch schlechter gestellt. Fast immer unfrei, arbeiteten sie in den Gaststätten und Herbergen zusätzlich als Prostituierte oder standen zumindest im Ruf diesem Gewerbe nachzugehen.
Die caupones bzw. copones (Plural von caupo – der Wirt) werden dagegen in Inschriften ohne negative Bedeutung genannt. Vermutlich deshalb, da mit diesen Berufsbezeichnungen auch die Pächter der mansiones (Plural von mansio) bezeichnet wurden. Eine mansio war eine Herberge in Städten bzw. an Straßen, häufig im staatlichen Auftrag errichtet und bewirtschaftet. Im Laufe der römischen Kaiserzeit verbesserte sich auch das Berufsbild der Wirtin, allerdings nicht das der restlichen Angestellten.
Nach Plinius dem Älteren (Naturalis historia 33, 32) war es für die römische Oberschicht keine Schande, einen Teil ihres Geldes durch den Betrieb von Gaststätten zu verdienen, unter der Voraussetzung, dass diese durch Sklaven oder Freigelassene bewirtschaftet wurden. Einige Gaststätten in Pompeji und Grabreliefs aus den Provinzen mit Schank- und Weinhandelsszenen lassen auf einen teilweisen Wohlstand einzelner römischer Wirte schließen.